# Lathrolestes ensator
Lathrolestes ensator is een insect dat behoort tot de orde vliesvleugeligen (Hymenoptera) en de familie van de gewone sluipwespen (Ichneumonidae). De wetenschappelijke naam van de soort werd voor het eerst geldig gepubliceerd door Brauns in 1898. Deze sluipwesp legt haar eieren in larven van de appelzaagwesp(Hoplocampa testudinea).

## Levenswijze
Lathrolestes ensator is een sluipwesp die zijn levenscyclus synchroniseert met die van zijn gastheer. Daarom vliegen de volwassen wespen vaak rond het einde van de vliegtijd van de appelzaagwesp, zodat er in ieder geval al larven zijn om te parasiteren. De volwassen vrouwelijke wespen hebben na hun pop-stadium de ontwikkelde eieren al in de geslachtsorganen zitten, waardoor deze alleen nog bevrucht hoeven te worden door de mannelijke wesp. De eieren worden doorgaans in het tweede larve stadium van Hoplocampa testudinea gelegd. Het banaan-vormige ei is doorgaans vrij makkelijk te onderscheiden in de gastheer door zijn zwarte kleur. Het ei omsluit zichzelf nadat het pop-stadium zich ingezet heeft van Hoplocampa testudinea. De volgroeide larve maakt dan een fijn cocon tegen de binnenwand van de gastheer. Net zoals zijn gastheer ontwikkelen ook deze larven zich vrij traag tot volwassen wespen. Dit kan net als in Hoplocampa testudinea tot wel 2 tot 3 jaar duren.